# Shane Reed
Shane Reed (* 16. Juni 1973 in Palmerston North; † 30. Oktober 2022 ebenda) war ein Triathlet aus Neuseeland und mehrfacher Aquathlon-Weltmeister (1998, 1999, 2004).

## Werdegang
Shane Reed startete im Alter von 21 Jahren bei seinem ersten Triathlon.
Er ist dreifacher Aquathlon-Weltmeister (1998, 1999 und 2004). 2004 wurde er Fünfter bei der Duathlon-Weltmeisterschaft. 2008 nahm er in Peking bei den Olympischen Sommerspielen teil und belegte den 34. Rang.
Sein Spitzname ist „Snuffle“. Shane Reed lebte in New Plymouth.
Auch sein jüngerer Bruder Matthew Reed (* 1975) war als Triathlet aktiv.
Seit 2017 trat Shane Reed nicht mehr international in Erscheinung.

## Sportliche Erfolge
| Datum/Jahr    | Rang | Wettbewerb                               | Austragungsort | Zeit        | Bemerkung                                                                                          |
| ------------- | ---- | ---------------------------------------- | -------------- | ----------- | -------------------------------------------------------------------------------------------------- |
| 29. Apr. 2017 | 1    | World Masters Games 40-44 Male AG Sprint | Auckland       | 00:59:27    | |
| 19. Aug. 2008 | 34   | Olympische Sommerspiele 2008             | Peking         | 01:52:47    | |
| 7. Mai 2006   | 3    | Ironman 70.3 St. Croix                   | Saint Croix    |             | |
| 10. Sep. 2005 | 11   | ITU Triathlon World Championships        | Gamagori       | 01:50:55    | |
| 2005          | 3    | Alpen-Triathlon                          | Schliersee     |             | hinter dem Sieger Michael Raelert                                                                  |
| 2004          | 2    | Alpen-Triathlon                          | Schliersee     |             | |
| 2005          | 7    | ITU Triathlon World Championships        | Madeira        |             | |
| 9. Nov. 2002  | 30   | ITU Triathlon World Championships        | Cancún         | 01:53:26    | |
| 2002          | 2    | Alpen-Triathlon                          | Schliersee     |             | |
| 2. Sep. 2001  | 9    | Goodwill Games                           | Brisbane       | 01:49:56,47 | |
| 30. Apr. 2000 | 30   | ITU Triathlon World Championships        | Perth          | 01:54:06    | |
| 12. Sep. 1999 | 20   | ITU Triathlon World Championships        | Montreal       | 01:46:52    | Weltmeisterschaft auf der olympischen Distanz (1,5 km Schwimmen, 40 km Radfahren und 10 km Laufen) |
| 1999          | 1    | Noosa Triathlon                          | Noosa          | 01:43:38    | Sieger in der ITU-Wertung                                                                          |

| Datum/Jahr | Rang | Wettbewerb                       | Austragungsort | Zeit | Bemerkung                  |
| ---------- | ---- | -------------------------------- | -------------- | ---- | -------------------------- |
| 2004       | 5    | ITU Duathlon World Championships | Geel           |      | Duathlon-Weltmeisterschaft |

| Datum/Jahr   | Rang | Wettbewerb                        | Austragungsort | Zeit     | Bemerkung             |
| ------------ | ---- | --------------------------------- | -------------- | -------- | --------------------- |
| 8. Sep. 2005 | 11   | ITU Aquathlon World Championships | Gamagori       |          |                       |
| 5. Mai 2004  | 1    | ITU Aquathlon World Championships | Madeira        | 00:29:25 | Aquathlon-Weltmeister |
| 1999         | 1    | ITU Aquathlon World Championships | Noosa          |          | Aquathlon-Weltmeister |
| 1998         | 1    | ITU Aquathlon World Championships | Noosa          |          | Aquathlon-Weltmeister |

(DNF – Did Not Finish)